# Giorgio d'Ungheria
Giorgio d'Ungheria (in ungherese György) (fl. XI secolo) fu un figlio illegittimo del re d'Ungheria Andrea I (1015-1060) e «di una concubina» natia di Pilismarót.
Nello specifico, Giorgio rappresentava il frutto di un matrimonio non cristiano contratto da Andrea I con una donna ungherese prima della sua conversione al cattolicesimo. Le nozze successivamente celebrate secondo il rito cristiano con una principessa ortodossa russa, Anastasia di Kiev, resero i discendenti non cristiani del suo primo matrimonio illegittimi secondo il diritto canonico; ciò estrometteva dunque Giorgio da qualsiasi discorso relativo ai diritti di successione al trono magiaro. Poiché il suo nome era popolare tra i credenti ortodossi, Gyula Kristó ipotizza invece che sua madre potrebbe essere stata una dama di compagnia della consorte di Andrea proveniente dalla Rus' di Kiev. Stando a un racconto abbastanza popolare, Giorgio si sarebbe trasferito in Scozia e sarebbe diventato il capostipite del clan Drummond assieme a suo figlio Maurizio, ma si tratta di una testimonianza non ritenuta veritiera da alcuni studiosi.

## Ascendenza
|                     |   |   | Genitori |  |  | Nonni |  |  | Bisnonni |  |  | Trisnonni |  |
|                     |   |   |          |  |  |       |  |  | Mihály   |  |  | Taksony   |  |
|                     |   |   |          |  |  |       |  |  | Mihály   |  |  | Taksony   |  |
|                     |   | … |          |  |  |       |  |  | Mihály   |  |  |           |  |
| Vazul               |   |   |          |  |  |       |  |  | Mihály   |  |  |           |  |
|                     |   | … | …        |  |  |       |  |  |          |  |  |           |  |
|                     |   | … | …        |  |  |       |  |  |          |  |  |           |  |
|                     |   | … | …        |  |  |       |  |  |          |  |  |           |  |
| Andrea I d'Ungheria |   | … |          |  |  |       |  |  |          |  |  |           |  |
|                     |   | … | …        |  |  |       |  |  |          |  |  |           |  |
|                     |   | … | …        |  |  |       |  |  |          |  |  |           |  |
|                     |   | … | …        |  |  |       |  |  |          |  |  |           |  |
| …                   |   | … |          |  |  |       |  |  |          |  |  |           |  |
|                     |   | … | …        |  |  |       |  |  |          |  |  |           |  |
|                     |   | … | …        |  |  |       |  |  |          |  |  |           |  |
|                     |   | … | …        |  |  |       |  |  |          |  |  |           |  |
| Giorgio d'Ungheria  |   | … |          |  |  |       |  |  |          |  |  |           |  |
|                     | … | … |          |  |  |       |  |  |          |  |  |           |  |
|                     | … | … |          |  |  |       |  |  |          |  |  |           |  |
|                     | … | … |          |  |  |       |  |  |          |  |  |           |  |
| …                   | … |   |          |  |  |       |  |  |          |  |  |           |  |
|                     |   | … | …        |  |  |       |  |  |          |  |  |           |  |
|                     |   | … | …        |  |  |       |  |  |          |  |  |           |  |
|                     |   | … | …        |  |  |       |  |  |          |  |  |           |  |
| …                   |   | … |          |  |  |       |  |  |          |  |  |           |  |
|                     |   | … | …        |  |  |       |  |  |          |  |  |           |  |
|                     |   | … | …        |  |  |       |  |  |          |  |  |           |  |
|                     |   | … | …        |  |  |       |  |  |          |  |  |           |  |
| …                   |   | … |          |  |  |       |  |  |          |  |  |           |  |
|                     |   | … | …        |  |  |       |  |  |          |  |  |           |  |
|                     |   | … | …        |  |  |       |  |  |          |  |  |           |  |
|                     |   | … | …        |  |  |       |  |  |          |  |  |           |  |
|                     |   | … |          |  |  |       |  |  |          |  |  |           |  |